# Dressleria bennettii
Dressleria bennettii är en orkidéart som beskrevs av H.G.Hills och Eric Alston Christenson. Dressleria bennettii ingår i släktet Dressleria och familjen orkidéer. Inga underarter finns listade i Catalogue of Life.